# 4-та поліцейська панцергренадерська дивізія СС
4-та поліцейська панцергренадерська дивізія СС (нім. 4. SS Polizei Panzergrenadier Division) — військове з'єднання, піхотна дивізія, що існувала у складі військ Ваффен-СС з 1939 по 1945 рік.

Дивізія була сформована в жовтні 1939 року, коли тисячі членів поліції порядку були призвані до лав нової дивізії. Цей особовий склад не зараховувався до штату військ СС і залишався поліцейським, зберігши свої штатні звання та відзнаки.

На початку червня 1940 року вперше взяла участь у бойових діях, у Західній кампанії, в складі XVII армійського корпусу, розгорнутого в Аргоннському лісі. Формування дивізії вели наступальні бої, особливо важкими були бойові дії 9 і 10 червня 1940 року з прориву позицій французьких військ поблизу Рії-сюр-Ен і Вонка. Після завершення Французької кампанії Поліцейську дивізію залишили на території Франції для виконання окупаційних функцій.

30 червня 1941 року дивізія разом з військами I армійського корпусу перетнула кордон з Литвою, вела бої з прориву міцно захищених позицій РСЧА поблизу Луги і таким чином сприяли оточенню Ленінграда. У середині вересня 1941 року, після опанування Красногвардійська, дивізія закріпилася на оборонних позиціях у районі Пушкін — Пулково, перекривши в такий спосіб наземні шляхи постачання до Ленінграда. Брала участь у Волховській битви, операції «Іскра». Весною 1944 року була майже повністю знищена в ході радянського стратегічного наступу під Ленінградом.

Частини поліцейської панцергренадерської дивізії діяли на Балканах, у Сербії, в Греції, зокрема боротися з грецькими партизанами ELAS та EDES, залучалися до антипартизанської війни, запроваджуючи «каральні заходи». Остаточно знищена в боях весною 1945 року на півночі Німеччини.

## Історія з'єднання
Дивізія була сформована в жовтні 1939 року, коли тисячі членів поліції порядку (нім. Ordnungspolizei (Orpo) були призвані до лав нової дивізії. Цей особовий склад не зараховувався до штату військ СС і залишався поліцейським, зберігши свої штатні звання та відзнаки в системі Орпо, а не руни СС на петлицях. Під час набору до з'єднання, що формувалося, до кандидатів не висувалися жорсткі вимоги щодо їхньої расової та фізичної відповідності, визначені для персоналу, який вступав до лав СС. Мета Гіммлера при формуванні дивізії полягала в тому, щоб обійти критерії комплектування, які командування вермахту вдалося накласти на СС, це також надавало його поліцейським право проходження військової служби і водночас можливість уникнути призову до армії.
Першим командиром був генерал-лейтенант поліції Карл Пфеффер-Вільденбрух, кар'єрний офіцер поліції, який під час Першої світової війни був офіцером генерального штабу в кайзерівській армії й мав певний бойовий досвід. Одночасно з призначенням йому було присвоєне звання СС-групенфюрера. Дивізія була здебільшого оснащена та озброєна трофейною чеською технікою і особовий склад пройшов військову підготовку на навчальному центрі Вондерн, періодично виконуючи завдання щодо внутрішньої безпеки в Польщі. Поліцейська дивізія мала штатні три поліцейські стрілецькі полки загальною чисельністю дев'ять батальйонів, а потім до її складу увійшов 300-й артилерійський полк, переданий з вермахту. Наприкінці лютого 1940 року дивізію передислокували до Верхнього Рейну з огляду на підготовку до вторгнення у Францію.
Участь дивізії у Західній кампанії розпочалася на початку червня 1940 року в складі XVII армійського корпусу, розгорнутого в Аргоннському лісі. Формування дивізії вели наступальні бої, особливо важкими були бойові дії 9 і 10 червня 1940 року з прориву позицій французьких військ поблизу Рії-сюр-Ен і Вонка. Після завершення Французької кампанії Поліцейську дивізію залишили на території Франції для виконання окупаційних функцій, де одночасно відбувалося відновлення боєздатності з'єднання та посилення його бойових спроможностей. З цією метою та формування поліцейського артилерійського полку та розвідувального поліцейського батальйону дивізія прийняла 327 офіцерів та 9599 рядових із 26-тисячного контингенту, виділеного з поліції порядку на доукомплектування.
У червні 1941 року Поліцейську дивізію перекинули до Східної Пруссії, де включили до складу групи армій «Північ», що готувалася до нападу на Радянський Союз у напрямку на окуповані Радами Балтійські країни. 30 червня 1941 року дивізія разом з військами I армійського корпусу генерала від інфантерії Куно-Ганса фон Бота перетнула кордон з Литвою. Після маршу в 1000 км вони прорвали міцно захищені бункерні позиції РСЧА поблизу Луги і таким чином сприяли оточенню Ленінграда. В ході запеклих боїв по прориву до Ленінграда Поліцейська дивізія зазнала величезних втрат. Так, у 10 серпня у бою загинув командир дивізії генерал-лейтенант Артур Мюльферштедт. Загалом до 1 вересня 1941 року з'єднання зазнало втрату понад 1000 людей загиблими і понад 2000 пораненими. У середині вересня 1941 року, після опанування Красногвардійська, дивізія закріпилася на оборонних позиціях у районі Пушкін — Пулково, перекривши в такий спосіб наземні шляхи постачання до Ленінграда. Після початку Волховської битви дивізія за наказом Гітлера була направлена на загрозливий напрям для блокування радянського прориву на стику 16-ї та 18-ї армій.
Наказом від 10 лютого 1942 р. (№ SS-FHA 604/42) 24 лютого 1942 року Поліцейську дивізію було передано у підпорядкування Ваффен-СС. Частини дивізії отримали суфікс СС до своєї назви, а особовий склад отримав звання та форму СС. Наприкінці 1942 року дивізія була знову розгорнута перед Ленінградом і на початку 1943 року в ході радянської операції «Іскра» зазнала таких значних втрат, що на початку квітня 1943 року частини дивізії були перекинуті на полігон СС у Гайделагері (нім. SS-Truppenübungsplatz Heidelager) для перегрупування. Там вона була реорганізована в танково-гренадерську дивізію і, нарешті, перейменована в 4-ту поліцейську танково-гренадерську дивізію СС.
Бойова група у складі поліцейського артилерійського полку СС, трьох послаблених гренадерських батальйонів СС і інших підрозділів під командуванням СС-штандартенфюрера Бока залишилася на фронті під Ленінградом. 21 жовтня 1943 року гренадерські батальйони формально сформували третій полк 4-ї поліцейської панцергренадерської дивізії СС, але діяли на Східному фронті до березня 1944 року. До листопада 1943 р. бойова група залишалася на старих позиціях перед Ленінградом, але потім була підпорядкована L армійському корпусу генерала від інфантерії Вільгельма Вегенера, і утримувала оборонний сектор перед Оранієнбаумським плацдармом. Проте незадовго до початку Ленінградсько-Новгородської операції Червоної армії 12 січня 1944 року бойова група була знята з фронту і перекинута під Волхов. До початку березня 1944 року бойова група мала відійти на так звану «лінію Пантера» через Лугу і Псков, зазнавши великих втрат. Там вона продовжувала зазнавати радянських атак і до кінця березня була майже повністю знищена. Залишки бойової групи спочатку були зібрані на полігоні СС у Курмарку і в червні 1944 року приєдналися до 4-ї поліцейської танково-гренадерської дивізії СС, яка до того часу була передислокована до Греції.

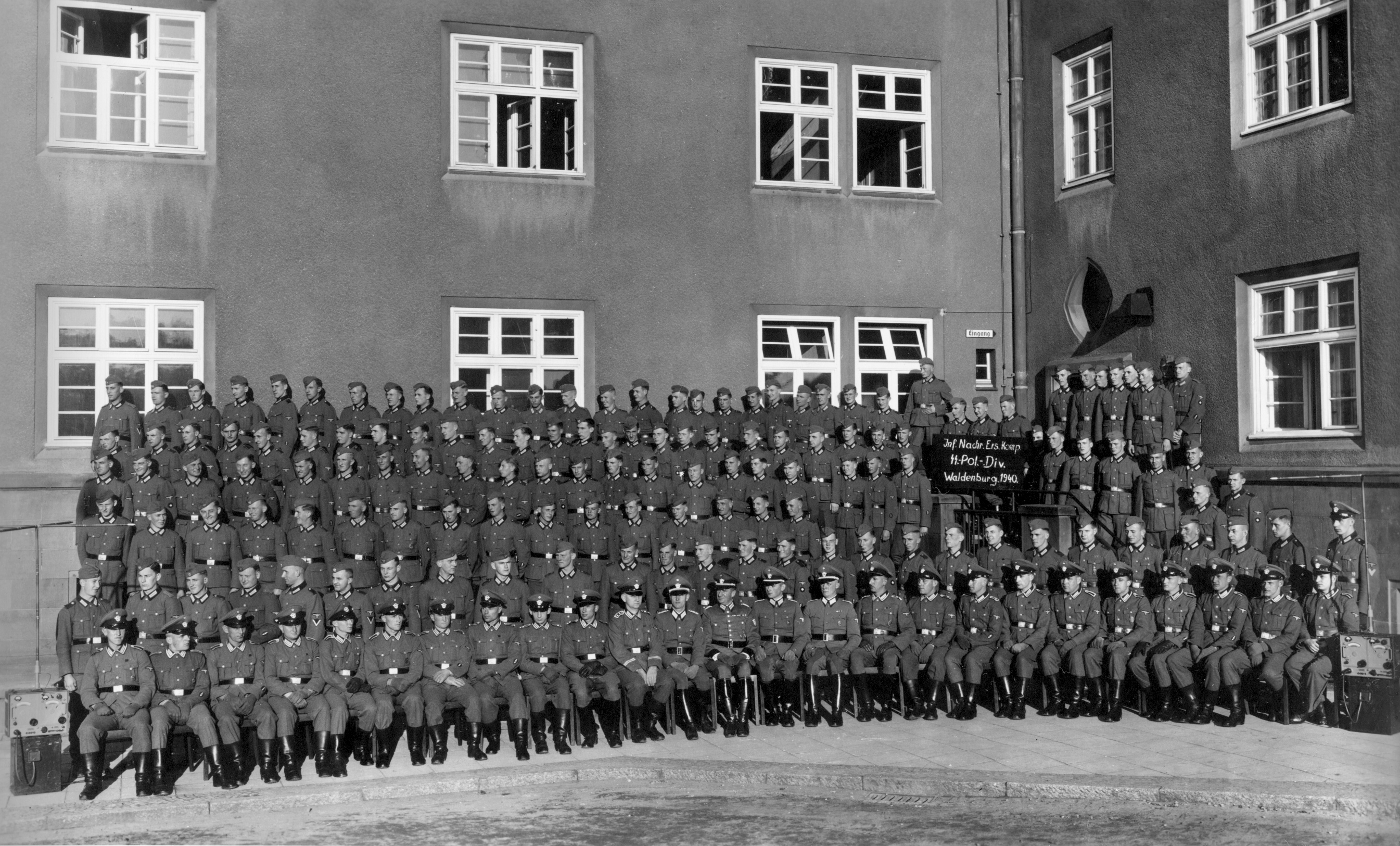
Військовики поліцейської дивізії на полігоні в навчальному центрі Вондерн. 1940

У квітні 1943 року, коли інші боєздатні групи були передані до бойової групи Бока, у Гайделагері почалася робота зі розгортання танково-гренадерської дивізії з решти дивізії, близько 2500 осіб. Частини дивізії були використані проти польських партизанів. У липні 1943 року частини поліцейської панцергренадерської дивізії були перекинуті на Балкани, спочатку до Сербії, а потім до Греції. Там дивізія була включена до складу Оберфельдкоманди 395 і 22 жовтня 1943 року перейменована в 4-ту поліцейську панцергренадерську дивізію СС. У рамках перейменування з підрозділів дивізії була виведена додаткова поліція. У Греції, крім тренувальних операцій, дивізія повинна була виконувати завдання безпеки і, зокрема, боротися з грецькими партизанами ELAS та EDES.
До літа 1944 року частини дивізії все глибше й глибше залучалися до антипартизанської війни, запроваджуючи «каральні заходи». 10 червня 1944 року німецькі військовики дивізії влаштували різанину в Дістомо, вбивши 218 грецьких жителів, що стало актом помсти дивізії за напад партизанів поблизу села. 5 квітня 1944 року вояки 7-го танково-гренадерського полку СС вбили щонайменше 270 жителів у Клісурі в Західній Македонії після того, як двоє есесівців були вбиті партизанами на сусідньому шосе.
У вересні 1944 року дивізія була перекинута в район Белграда. Тим часом радянські війська окупували Румунію, яка після королівського державного перевороту оголосила війну колишнім союзникам по Осі та перейшла на бік антигітлерівської коаліції. До кінця січня 1945 року дивізія під постійними атаками радянських військ відійшла в район Дівіна на словацько-угорському кордоні.
З 1 лютого 1945 року дивізія була перекинута в Померанію, де зосередилася в районі Штаргарда. Оскільки запланований німецький наступ було скасовано, наприкінці лютого дивізія розгорнулася на фронті біля Данцига. До середини березня 1945 року вона захищала сектор на північ від Данцига біля півострова Гель.
У квітні 1945 року із евакуйованих через Балтійське море залишків дивізії була утворена бойова група, яка вела бої проти радянських військ північніше Берліна. Бойова група відійшла на захід через Киріц і Перлеберг, щоб здатися в полон військовим американської армії в районі Людвігслюст-Шверін.

## Райони бойових дій
- Німеччина (жовтень 1939 — травень 1940)[1];
- Франція (травень 1940 — травень 1941);
- Німеччина (травень — липень 1941);
- СРСР (північний напрямок) (липень 1941 — грудень 1943)
- Греція (грудень 1943 — липень 1944);
- Югославія (липень — серпень 1944);
- Румунія (вересень 1944);
- Угорщина (вересень 1944 — січень 1945);
- Чехословаччина, Німеччина (січень — травень 1945).

## Командування

### Командири дивізії
- СС-групенфюрер та генерал-лейтенант поліції Карл Пфеффер-Вільденбрух (15 листопада 1939 — 1 вересня 1940)
- оберст поліції Конрад Гічлер (1 — 8 вересня 1940)
- СС-групенфюрер та генерал-лейтенант поліції Карл Пфеффер-Вільденбрух (8 вересня — 10 листопада 1940)
- СС-групенфюрер та генерал-лейтенант поліції Артур Мюльферштедт (10 листопада 1940 — 10 серпня 1941)
- Генерал-майор Максиміліан Зірі (10 — 11 серпня 1941)
- СС-бригадефюрер та генерал-майор поліції Вальтер Крюгер (18 серпня — 15 грудня 1941)
- СС-бригадефюрер та генерал-майор поліції Альфред Вюнненберг (15 грудня 1941 — 14 травня 1942)
- СС-штандартенфюрер Альфред Борхерт (14 травня — 19 липня 1942)
- СС-бригадефюрер та генерал-майор поліції Альфред Вюнненберг (19 липня 1942 — 10 червня 1943)
- СС-оберфюрер Фріц Шмедес (10 червня — 5 липня 1943)
- Оберстлейтенант охоронної поліції Отто Бінге (5 липня — 18 серпня 1943)
- СС-оберфюрер Фріц Фрайтаг (18 серпня — 20 жовтня 1943)
- СС-штандартенфюрер Фридріх-Вільгельм Бок (20 жовтня 1943 — 19 квітня 1944)
- СС-бригадефюрер та генерал-майор поліції Юрґен Вагнер (19 квітня — травень 1944)
- СС-оберфюрер Фридріх-Вільгельм Бок (травень — 7 травня 1944)
- СС-бригадефюрер та генерал-майор поліції Герберт-Ернст Фаль (7 травня — 22 липня 1944)
- СС-штандартенфюрер Карл Шюмерс (22 липня — 16 серпня 1944)
- СС-оберфюрер Гельмут Дорнер (16—22 серпня 1944)
- СС-бригадефюрер та генерал-майор поліції Фріц Шмедес (22 серпня — 27 листопада 1944)
- СС-оберфюрер Вальтер Гарцер (27 листопада 1944 — 8 травня 1945)

### Підпорядкованість
| Час                                            | Корпус                               | Армія                                | Група армій (округ)                  | Штаб                     |
| ---------------------------------------------- | ------------------------------------ | ------------------------------------ | ------------------------------------ | ------------------------ |
| Поліцейська дивізія                            |                                      |                                      |                                      |                          |
| 1939                                           |                                      |                                      |                                      |                          |
| 1 жовтня                                       | Вищий керівник СС і поліції          | Вищий керівник СС і поліції          | Вищий керівник СС і поліції          | Навчальний центр Вондерн |
| 1940                                           |                                      |                                      |                                      |                          |
| травень                                        | резерв                               | резерв                               | резерв                               | Тюбінген                 |
| червень                                        | XVII ак                              | 12 А                                 | Група армій «A»                      | Ена                      |
| липень                                         | XII ак                               | 1 А                                  | Група армій «C»                      | Бургундія                |
| серпень                                        | XXII ак                              | 1 А                                  | Група армій «C»                      | Париж                    |
| листопад                                       | XXXIX мк                             | 1 А                                  | Група армій «D»                      | Франція                  |
| 1941                                           |                                      |                                      |                                      |                          |
| січень                                         | LIX ак                               | 1 А                                  | Група армій «D»                      | Франція                  |
| березень                                       | XXXV КОПр                            | 1 А                                  | Група армій «D»                      | Франція                  |
| липень                                         | резерв                               | резерв                               | Група армій «Північ»                 | Невель                   |
| серпень                                        | LVI мк                               | 4 ТА                                 | Група армій «Північ»                 | Луга                     |
| вересень                                       | L ак                                 | 4 ТА                                 | Група армій «Північ»                 | Ленінград                |
| жовтень                                        | L ак                                 | 18 А                                 | Група армій «Північ»                 | Ленінград                |
| 1942                                           |                                      |                                      |                                      |                          |
| січень                                         | L ак                                 | 18 А                                 | Група армій «Північ»                 | Ленінград                |
| Поліцейська дивізія СС                         |                                      |                                      |                                      |                          |
| березень                                       | L ак                                 | 18 А                                 | Група армій «Північ»                 | Ленінград                |
| жовтень                                        | LIV ак                               | 11 А                                 | —                                    | Ленінград                |
| листопад                                       | LIV ак                               | 18 А                                 | Група армій «Північ»                 | Ленінград                |
| 1943                                           |                                      |                                      |                                      |                          |
| січень                                         | LIV ак                               | 18 А                                 | Група армій «Північ»                 | Ленінград                |
| березень                                       | L ак                                 | 18 А                                 | Група армій «Північ»                 | Ленінград                |
| квітень                                        | LIV ак                               | 18 А                                 | Група армій «Північ»                 | Ленінград                |
| Поліцейська панцергренадерська дивізія СС      |                                      |                                      |                                      |                          |
| червень                                        | LIV ак                               | 18 А                                 | Група армій «Північ»                 | Ленінград                |
| 4-та поліцейська панцергренадерська дивізія СС |                                      |                                      |                                      |                          |
| грудень                                        | Окупаційні війська вермахту в Греції | Окупаційні війська вермахту в Греції | Окупаційні війська вермахту в Греції | Лариса                   |
| 1944                                           |                                      |                                      |                                      |                          |
| січень                                         | Ob. Feld-Kdtr.395                    | Ob. Feld-Kdtr.395                    | Група армій «F»                      | Лариса                   |
| серпень                                        | XXII гк                              | —                                    | Група армій «F»                      | Белград                  |
| вересень                                       | XXIX ак                              | —                                    | Група армій «Південна Україна»       | Трансильванія            |
| жовтень                                        | LVII тк                              | 3 А (Угорщина)                       | Група армій «Південь»                | Угорщина                 |
| листопад                                       | IV тк                                | 6 А                                  | Група армій «Південь»                | Угорщина                 |
| грудень                                        | LVII тк                              | 6 А                                  | Група армій «Південь»                | Угорщина                 |
| 1945                                           |                                      |                                      |                                      |                          |
| січень                                         | IV тк                                | 8 А                                  | Група армій «Південь»                | Угорщина                 |
| лютий                                          | XXXIX тк                             | 11 А                                 | Група армій «Вісла»                  | Померанія                |
| березень                                       | VII тк                               | 2 А                                  | Група армій «Вісла»                  | Західна Пруссія          |
| квітень                                        | корпусне командування «Хела»         | Армія «Східна Пруссія»               | —                                    | Гель                     |

### Склад
| Жовтень 1939                         | 1943                                         | 1944                                       |
| ------------------------------------ | -------------------------------------------- | ------------------------------------------ |
| 1-й поліцейський стрілецький полк    | 1-й гренадерський полк СС                    | 7-й гренадерський полк СС                  |
| 2-й поліцейський стрілецький полк    | 2-й гренадерський полк СС                    | 8-й панцергренадерський полк СС            |
| 3-й поліцейський стрілецький полк    | 3-й гренадерський полк СС                    | —                                          |
| 300-й артилерійський полк            | поліцейський артилерійський полк СС          | 4-й артилерійський полк СС                 |
| поліцейський протитанковий дивізіон  | —                                            | 4-й протитанковий дивізіон СС              |
| —                                    | —                                            | 4-й самохідний розвідувальний батальйон СС |
| —                                    | —                                            | 4-й самохідний артилерійський дивізіон СС  |
| —                                    | —                                            | 4-й танковий батальйон СС                  |
| поліцейська велосипедна рота         | —                                            | —                                          |
| —                                    | поліцейський зенітний дивізіон СС            | 4-й зенітний дивізіон СС                   |
| поліцейський інженерний батальйон    | поліцейський інженерний батальйон СС         | 4-й поліцейський інженерний батальйон СС   |
| 300-й дивізійний батальйон зв'язку   | дивізійний поліцейський батальйон зв'язку СС | 4-й дивізійний батальйон зв'язку СС        |
| 300-та дивізійна служба забезпечення | дивізійна поліцейська служба забезпечення СС | 4-та дивізійна служба забезпечення СС      |
| —                                    | —                                            | 4-й запасний батальйон СС                  |

## Нагороджені дивізії

### Нагороджені відзнаками
Нагороджені
Нагороджені Сертифікатом Пошани Головнокомандувача Сухопутних військ для військових формувань вермахту за збитий літак противника
- 29 листопада 1941 — 1-ша рота 3-го поліцейського стрілецького полку СС за дії 20 жовтня 1941 (29);
- 11 лютого 1943 — поліцейська велосипедна рота СС за дії 3 вересня 1942 (324);
- 31 жовтня 1943 — 2-й поліцейський гренадерський полк СС за дії 19 лютого 1943 (368);
- ? — 4-та зенітна батарея 4-го зенітного дивізіону СС за дії 16 листопада 1944 (№?);

|  | Кавалери Нагрудного знаку ближнього бою в золоті                                                           | 4  |
|  | Кавалери Золотого Німецького Хреста                                                                        | 68 |
|  | Кавалери Срібного Німецького Хреста                                                                        | 2  |
|  | Кавалери Лицарського хреста Залізного хреста з дубовим листям та мечами                                    | 1  |
|  | Кавалери Лицарського хреста Залізного хреста з дубовим листям                                              | 2  |
|  | Кавалери Лицарського хреста Залізного хреста                                                               | 19 |
|  | Кавалери Почесної відзнаки Сухопутних військ «Почесна застібка на орденську стрічку для Сухопутних військ» | 6  |

- Нагороджені Сертифікатом Пошани Головнокомандувача Сухопутних військ за збитий літак противника (3)
- Нагороджені Сертифікатом Пошани Головнокомандувача Сухопутних військ (8)

### Нагороджені Лицарським хрестом Залізного хреста

#### Кавалери Лицарського хреста Залізного хреста (20)
- Ганс Крістіан Шульце — оберст поліції, командир 2-го поліцейського стрілецького полку (11 вересня 1941)
- Альфред Вюнненберг — оберст поліції, командир 3-го поліцейського стрілецького полку (15 листопада 1941)
- Вальтер Крюгер — СС-бригадефюрер, генерал-майор військ СС і поліції, командир дивізії (13 грудня 1941)
- Рудольф Паннір — майор поліції, командир 1-го батальйону 2-го поліцейського полку СС (11 травня 1942)
- Гельмут Дернер — СС-штурмбаннфюрер і майор поліції, командир 2-го батальйону 2-го поліцейського полку СС (15 травня 1942)
- Отто Гізеке — оберст поліції, командир 1-го поліцейського стрілецького полку (30 вересня 1942)
- Вільгельм Дітріх — СС-гауптштурмфюрер і гауптман поліції, командир 3-го батальйону 1-го поліцейського стрілецького полку СС (15 жовтня 1942)
- Рудольф Зайц — СС-унтершарфюрер, командир гармати 1-ї батареї 4-го поліцейського протитанкового дивізіону (21 жовтня 1942)
- Фридріх-Вільгельм Бок — СС-оберштурмбаннфюрер і оберстлейтенант поліції, комендир 2-го дивізіону поліцейського артилерійського полку СС (28 березня 1943)
- Ганс Траупе — СС-штурмбаннфюрер і майор поліції, командир 1-го батальйону 3-го поліцейського гренадерського полку СС і бойової групи дивізії (23 лютого 1944)
- Гюнтер Ангальт — СС-штандартенфюрер, командир 2-го поліцейського полку СС і бойової групи дивізії (12 серпня 1944)
- Йоганнес Шерг — СС-оберштурмфюрер, командир 1-ї роти 4-го танкового розвідувального батальйону С (23 жовтня 1944)
- Карл Ауер — СС-гауптштурмфюрер, командир 1-го батальйону 8-го поліцейського моторизованого полку СС (31 жовтня 1944)
- Ріхард Утгенаннт — СС-гауптштурмфюрер, командир 3-ї роти 4-го поліцейського дивізіону штурмових гармат СС (16 листопада 1944)
- Отто Прагер — СС-штурмбаннфюрер, командир 7-го поліцейського моторизованого полку СС (9 грудня 1944)
- Бруно Вальден — майор поліції, командир 3-го батальйону 2-го поліцейського полку СС (18 січня 1945)
- Алоїз Еттгефер — СС-штурмбаннфюрер, командир 4-го танкового батальйону СС (17 березня 1945)
- Мартін Таппе — СС-оберштурмбаннфюрер, командир 2-го батальйону 8-го поліцейського моторизованого полку СС (28 березня 1945)
- Йоган Гавік — СС-унтерштурмфюрер, командир взводу 1-ї роти 4-го поліцейського танкового батальйону СС (6 травня 1945)
- Гайнц Юргенс — СС-гауптштурмфюрер, командир 4-го танкового розвідувального батальйону СС (9 травня 1945)

#### Кавалери Лицарського хреста Залізного хреста з дубовим листям (2)
- Альфред Вюнненберг — СС-бригадефюрер та генерал-майор поліції, командир поліцейської дивізії СС (23 квітня 1942)
- Гельмут Дорнер — СС-штандартенфюрер, командир 8-го панцергренадерського полку СС (16 листопада 1944)

#### Кавалери Лицарського хреста Залізного хреста з дубовим листям і мечами (1)
- Гельмут Дорнер — СС-оберфюрер, командир бойової групи в 4-й поліцейській панцергренадерській дивізії СС (1 лютого 1945)

## Відео
- 4. SS-Polizei-Panzergrenadier-Division — episode 4, all waffen-SS divisions [Архівовано 21 березня 2022 у Wayback Machine.] (англ.)